# أحماض أوميغا 9 الدهنية

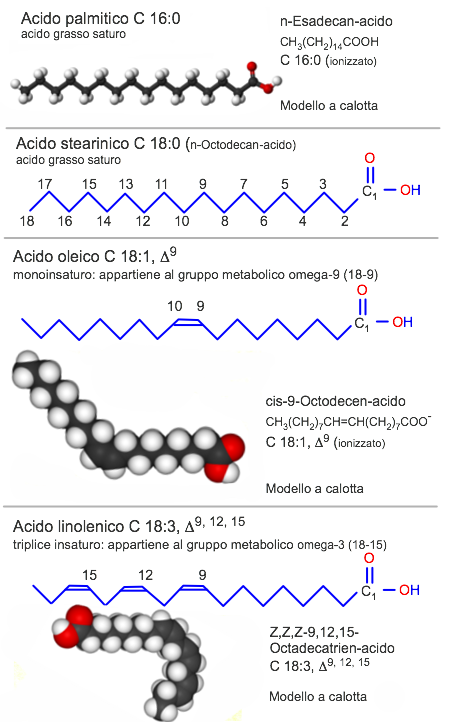

أوميجا 9 Omega  (بالإنجليزية: Omega-9 fatty acid)‏ ويرمز لها ω-9 هو حمض دهني غير مشبع، يحتوي على رابط مزدوج بين ذرة الكربون C التاسعة.
على عكس الأحماض الدهنية أوميجا 3 وأوميغا 6 ، أوميغا 9 يمكن لجسم الإنسان تصنيعه.